# Hermann Berg
Pour les articles homonymes, voir Berg.
Hermann Berg (né le 29 août 1905 à Altena et mort le 21 octobre 1982 à Benndorf) est un homme politique allemand (FDP, FVP, DP).

## Biographie
Berg étudie d'abord les mathématiques et les sciences naturelles à Munich, où il devient membre du Corps Vitruvia en 1925 Il a ensuite changé de cours et étudié la médecine. En 1933, il obtient son doctorat de l'Université de Cologne avec une thèse sur la question de la régulation thermique par les poumon .
De 1934 à 1937, il est assistant à l'institut pharmacologique de l'Université Albert Ludwig de Fribourg. De 1938 jusqu'à la fin de la Seconde Guerre mondiale, il travaille comme médecin dans la Wehrmacht, plus récemment comme directeur et médecin de division. Après avoir travaillé dans le laboratoire d'Asta AG à Brackwede en 1946/47, il rejoint ensuite l'entreprise de ses parents à Grüne, où il prend la direction du département du mobilier hospitalier.
En 1937, Hermann Berg rejoint le NSDAP (numéro de membre 4 352 267). En 1952, il devient membre du FDP. Pour protester contre le changement de coalition en Rhénanie-du-Nord-Westphalie de la CDU au SPD, il quitte le parti le 23 février 1956 avec l'«aile du ministre» (également appelé Groupe Euler) les libéraux et co-fonde le Parti populaire libéral (FVP), qui rejoint le DP en mars 1957.
Berg est député au Bundestag à partir du 27 juin 1955, date à laquelle il remplace feu Carl Wirths, jusqu'en 1957.